# Arthur Scherbius

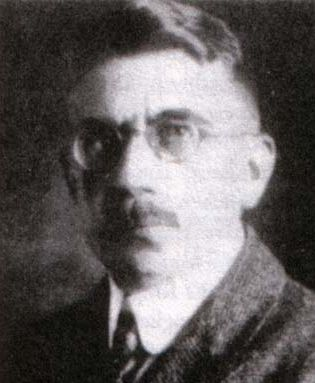
Arthur Scherbius (1913)

Jacob Ludolf Arthur Scherbius (* 30. Oktober 1878 in Frankfurt am Main; † 13. Mai 1929 in Berlin) war ein deutscher Unternehmer und vielseitiger Erfinder. Bekannt ist er hauptsächlich durch die Erfindung einer zum 23. Februar 1918 patentierten Rotor-Schlüsselmaschine, die ab 1923 „Enigma“ genannt wurde und die ab 1930 von der Reichswehr und später von den Achsenmächten zur Verschlüsselung ihres geheimen Nachrichtenverkehrs eingesetzt wurde.

## Berufsausbildung
Arthur Scherbius war ein Sohn des Frankfurter Kaufmannes Gustav Scherbius (1836–1907) und dessen Ehefrau Hedwig geb. Nacken (1854–1954). Er besuchte die Grundschule und Oberrealschule in seiner Heimatstadt und studierte von 1899 bis 1903 Maschinenbau und Elektrotechnik, damals noch nicht getrennte Fächer, an der Technischen Hochschule Hannover, unterbrochen von zwei Semestern (1901–1902) an der TH München. Im Jahr 1903 erhielt er in Hannover den akademischen Grad Diplom-Ingenieur (Dipl.‑Ing.) und arbeitete anschließend als Projektingenieur bei der Firma Felten & Guilleaume-Lahmayer. Zeitgleich schrieb er seine Dissertation mit dem Titel „Vorschläge zum Bau eines indirekt wirkenden Wasser-Turbinen-Reglers“ und wurde am 14. Juli 1904 an der TH Hannover zum Doktor-Ingenieur (Dr.‑Ing.) promoviert.

## Erste Erfindungen
Nach kurzer Tätigkeit bei der Siemens Schuckert GmbH machte er sich 1905 selbständig und erfand Schaltungen zur Regulierung von Induktionsmotoren. Die Nutzung seiner Patente verkaufte er an die Firma A.G. Brown, Boveri & Cie. in Baden (Schweiz), General Electric und andere Firmen. Bei BBC war er von 1906 bis 1912 in der fast familiären Gruppe der Eigentümer, Brown und Boveri, und der Entwicklungsingenieure tätig, zu denen u. a. die Elektrotechniker Karl Schnetzler, Heinrich Meyer-Delius, Fritz Marguerre, H. A. W. Klinkhamer und Leo Pungs gehörten. Seine Erfindungen wurden dort auch gebaut. Berühmt wurde seine Scherbius-Schaltung, eine Kaskade aus Drehstrom- und Wechselstrom-Kommutatormotoren, die eine verlustarme Drehzahlregelung möglich machte. Diese fand weite Verbreitung in Europa und den USA in Antrieben für Walzwerke, im Berg- und Hüttenwesen für Pump- und Wasseranlagen sowie für Kompressoren und Ventilatoren. Scherbius beschäftigte sich auch mit Quecksilberdampfgleichrichtern und war beratend für die Siemens-Schuckertwerke tätig. In einer Dissertation an der Eidgenössischen Technischen Hochschule in Zürich beschreibt Max Leumann 1933 sowohl Brown Boveri- als auch Scherbius-Patente.
Im Ersten Weltkrieg wurde Scherbius zunächst als Lehrer für drahtlose Telegrafie eingesetzt, dann ab 1917 als Hilfsbetriebsleiter, d. h. stellvertretender Leiter einer Abteilung, im Waffen- und Munitionsbeschaffungsamt (WuMBA). Nach dem Waffenstillstand trat er Ende 1918 als Referent in die technische Abteilung des Reichsverwertungsamts ein und war außerdem in der Waffenstillstandskommission und der Heeres-Friedensvertrags-Kommission tätig. Gleichzeitig beschäftigte er sich mit der Energieübertragung mittels hochgespanntem Gleichstrom, konnte die Entwicklung einer Hochspannungsgleichstrommaschine jedoch nicht mehr beenden.
In Schweden hatte er Patente der Birka Regulator AB gekauft, nach deren Prinzipien er einen kleinen und preiswerten Thermostaten entwickelte, den er als Schlüsselbaustein für elektrische Haushaltsgeräte betrachtete. 1920 gründete er mit Ernst Richard Ritter in Berlin-Wannsee die Firma Scherbius & Ritter, die eine elektrotechnische Fabrik in Wannsee an der Königstrasse betrieb, in der ein thermogeregeltes Heizkissen und Thermostate in großen Stückzahlen gefertigt wurden. Sie nannten es das „Scherip“-Heizkissen. Ritters Firma „Dipl.-Ing. E. Richard Ritter & Co.“ vertrat in Berlin seit 1911 eine Reihe von Herstellern elektrotechnischer Geräte. Daneben war sie an der Entwicklung der Enigma beteiligt.
Scherbius und Ritter bauten 1923/24 auf einem ihrer gemeinsamen Firma gehörenden Grundstück, Lindenstraße 5 und 6, Berlin-Wannsee, je ein Haus. Das Haus von Ritter war größer und mit den neuesten Errungenschaften der angewandten Elektrizität ausgestattet. Das Haus von Scherbius wurde vom gleichen Architekten, Otto Streu aus Nowawes, geplant. Im September 1924 zogen die Familie Ritter und Scherbius mit seiner Frau Elisabeth (1896–1945) in ihre Häuser ein.

## Die Entwicklung der „Enigma“

Abbildungen der Handelsmaschine in einem Aufsatz von Scherbius in der ETZ von 1923

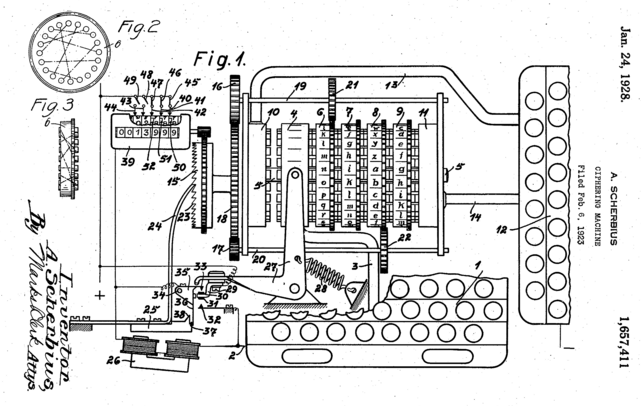
Zeichnung aus US-Patent

Während des Ersten Weltkriegs war Scherbius mit den Problemen der Chiffrierung gefunkter Nachrichten vertraut geworden und fand damit ein neues Betätigungsfeld. Bereits am 23. Februar 1918 hatte er sein erstes Patent für eine Verschlüsselungsmaschine angemeldet, die nach dem Rotorprinzip arbeitete. Im April 1918 bot die Firma „Dipl.-Ing. E. Richard Ritter & Co.“, die die kommerzielle Vertretung übernommen hatte, die Chiffriermaschine dem Großen Hauptquartier und dem Reichsmarineamt an. Diese Probemaschine demonstrierte das Prinzip der Rotormaschine und zeigte, dem Patent entsprechend, das Resultat durch Glühlampen an. Noch während des Krieges wurden zwei Exemplare vom Militär erprobt. Die grundsätzliche Eignung wurde anerkannt, eine Einführung zu der Zeit jedoch nicht vorgesehen. Er wurde an das Auswärtige Amt verwiesen. Nachdem auch dieses kaum Interesse gezeigt hatte, sollte die Maschine in einer öffentlich zugänglichen Version von der 1920 gegründeten Firma Scherbius & Ritter vertrieben werden.
Das erste zivile Modell, die Handelsmaschine (Bild) war sehr groß, wog ungefähr 50 kg und sah einer Registrierkasse ähnlich. Die dann folgenden Modelle A, B und C setzten die durch die Probemaschinen begonnene Reihe der Glühlampen-Maschinen fort, waren tragbar und sahen aus wie eine Schreibmaschine in einem hölzernen Kasten, der 34 × 28 × 15 Zentimeter maß und 12 kg wog. Scherbius trat seine Rechte im November 1921 an die Berliner Firma Gewerkschaft Securitas ab, der dann 1925 das Patent DRP 416219 auf einen „Chiffrierapparat“ erteilt wurde.
Am 9. Juli 1923 gründete diese zusammen mit mehreren Investoren die Chiffriermaschinen-Aktiengesellschaft (Chiffriermaschinen AG) in Berlin (W 35, Steglitzer Str. 2, heute Pohlstraße, Berlin-Tiergarten), in deren Vorstand zeitweise auch Scherbius war. Entwicklungsingenieur in dieser Firma war bis 1925 Paul Bernstein.

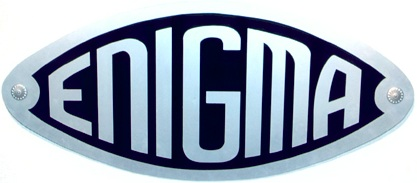
Markenschild seiner wohl berühmtesten Erfindung

Ebenfalls im zweiten Halbjahr 1923 entstand der prägnante Markenname „Enigma“, offenbar nach dem griechischen Wort αίνιγμα (enigma) gewählt, mit der passenden Bedeutung: deutsch „Rätsel“. Die erste bekannte Veröffentlichung, in der die neue Bezeichnung „Enigma“ auftaucht, stammt vom 1. September 1923. Der deutsche Kryptologie-Professor Friedrich L. Bauer vertrat in seinem Buch „Historische Notizen zur Informatik“ die Ansicht: „Es spricht für die breite Bildung von Arthur Scherbius, daß er dieses Wort wählte, um seiner Erfindung einer Chiffrier- und Dechiffriermaschine einen passenden Namen zu geben.“ Allerdings sind keine Quellen bekannt, aus denen Scherbius als Namenspate zweifelsfrei hervorgeht. Gegen ihn als Urheber spricht, dass der Name erst 1923 auftauchte, also zu einer Zeit, als Scherbius nicht mehr selbst über seine eigene Erfindung bestimmen konnte.
In den Jahren 1923 und 1924 wurde die Maschine auf mehreren Kongressen und Post-Ausstellungen in Bern, Stockholm und Leipzig der Öffentlichkeit präsentiert. Sie wurde als „Gerät zur Übermittlung von geschäftlichen Mitteilungen und Telegrammen“ angepriesen und vermarktet. Weil die von der Post übermittelten Telegramme von Unberufenen in einfachster Weise abgehört werden konnten, empfahl die Chiffriermaschinen AG das Chiffriersystem „Enigma“. In der Elektrotechnischen Zeitschrift (ETZ) vom November 1923 beschreibt Scherbius die Funktionsweise im Einzelnen und bemerkt: „Neben der Sicherheit muss die Radiotelegraphie noch die schärfsten Anforderungen an betriebsmäßige Verwendbarkeit, an Schnelligkeit, Einfachheit der Bedienung zur Vermeidung von Fehlerquellen und leichte Ausmerzbarkeit von Übertragungsfehlern stellen.“ Im letzten Satz des Artikels heißt es dann: „Die Maschine ist von der Firma Scherbius & Ritter in Berlin-Wannsee entwickelt worden. Das abgebildete neueste Modell dagegen ist von der Gewerkschaft Securitas, Berlin W 35, Steglitzer Str. 2, welche die sämtlichen Patente zwecks Verwendung übernommen hat, unter Mitarbeit der ersteren Firma gebaut worden.“

## Unfalltod
Scherbius starb im Alter von fünfzig Jahren, nachdem er die Kontrolle über einen Pferdewagen verloren hatte und gegen eine Mauer geprallt war, als Folge seiner dabei erlittenen inneren Verletzungen.